# Isabelle de Huntingdon
Isabelle d'Huntingdon (née vers 1206 - morte en 1251) est une princesse écossaise à l'origine des prétentions de la maison Bruce au trône d'Écosse.

## Biographie
Isabelle d'Huntingdon est la seconde des filles de David de Huntingdon († 1219) et de son épouse, Matilde de Chester († 1233), fille de Hugh de Kevelioc Comte de Chester († 1181). et sœur et héritière de Ranulph de Blondeville († 1232),
Elle épouse vers 1219 Robert IV de Bruce, 4e Lord d'Annandale et cette union est à l'origine des prétentions au trône d'abord de son fils Robert V Bruce le Compétiteur lors de la crise de succession écossaise de 1290 et ensuite en 1306 de son arrière petit-fils Robert Bruce.
Après la mort en juin 1237 de son frère John le Scot son fils Robert V Bruce né vers 1220/1225 aurait été reconnu en 1238 héritier présomptif du royaume par le roi Alexandre II d'Écosse, sans héritier jusqu'en 1241. Elle obtient ensuite comme héritage le 16 octobre 1241, les châteaux de  Writtle et d'Hatfield Peverel, en Essex. Elle meurt en 1251 et est inhumé dans l'abbaye de Saltre près de Stilton dans le Huntingdonshire.

## Source de la traduction
- (en) Cet article est partiellement ou en totalité issu de l’article de Wikipédia en anglais intitulé « Isobel of Huntingdon » (voir la liste des auteurs).